# Rătăcitor în spațiu
David Starr, Space Ranger este un roman scris de Isaac Asimov sub pseudonimul Paul French în 1952. Este primul roman din Seria Lucky Starr, o serie de șase romane științifico-fantastice pentru tineret. 

## Povestea
Acțiunea romanului are loc la 7000 de ani după prima bombă nucleară, când umanitatea a colonizat Sistemul Solar și planetele altor stele. Cea mai puternică organizație din Sistemul Solar este Consiliului Științei, care se confruntă cu diverse probleme misterioase. 
David Starr este un biofizician orfan și devine cel mai tânăr membru al Consiliului Științei. Pe Pământ 200 oameni mor în ultimele patru luni, singura legătură între ei fiind că au mâncat alimente aduse de pe planeta Marte. David Starr călătorește sub acoperire pe Marte pentru a investiga misterul alimentelor. 